# Trần Văn Trà
Trần Văn Trà (15 tháng 9 năm 1919 – 20 tháng 4 năm 1996) là một nhà quân sự và chính trị gia người Việt Nam. Ông là Thượng tướng của Quân đội nhân dân Việt Nam, Thứ trưởng Bộ Quốc phòng và Uỷ viên Thường vụ Quân uỷ trung ương. Trong chiến tranh Việt Nam, ông là Tư lệnh Quân giải phóng Miền nam và Phó Tư lệnh chiến dịch Hồ Chí Minh.

## Tiểu sử
Ông tên thật là Nguyễn Chấn, xuất thân trong một gia đình làm nghề nông. Ông quê tại xã Tịnh Long, huyện Sơn Tịnh (nay thuộc thành phố Quảng Ngãi), tỉnh Quảng Ngãi, sau vào cư ngụ tại Sài Gòn.
Thời trẻ, ông học tiểu học tại Quảng Ngãi. Năm 1936, ông tham gia Đoàn Thanh niên Dân chủ Huế khi còn đang học tại trường Kỹ nghệ thực hành Huế. Năm 1938 gia nhập Đảng Cộng sản Đông Dương. Khi hoạt động cách mạng, ông còn có các bí danh là Tư Chi, Tư Nguyễn, Ba Trà. Ông từng bị thực dân Pháp bắt giam hai lần.

## Lãnh đạo quân sự Nam Bộ
Sau Cách mạng tháng Tám, ông giữ chức Ủy viên Kỳ bộ Việt Minh Nam Bộ. Khi chiến tranh Đông Dương nổ ra tại Nam Bộ, ông tham gia công tác quân sự, giữ chức Chi đội trưởng Chi đội (tương đương trung đoàn) 14, Khu trưởng Khu 8, xứ ủy viên Nam Bộ (1946-1948); Tư lệnh kiêm Chính ủy Khu Sài Gòn - Chợ Lớn; Tư lệnh Khu 7 (1949-1950); Phó Tư lệnh Nam Bộ, Tư lệnh Phân khu Miền Đông Nam Bộ (1951-1954).

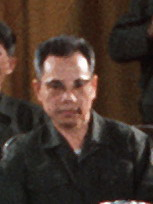
Tướng Trần Văn Trà trong hội nghị bốn bên

Năm 1955, ông tập kết ra Bắc, giữ chức Phó Tổng tham mưu trưởng Quân đội nhân dân Việt Nam (1955-1962), Phó Chủ nhiệm Tổng cục Quân huấn (1958), Giám đốc Học viện quân chính và Chánh án Tòa án quân sự Trung ương (1961).
Từ năm 1963, ông được cử vào Nam làm Tư lệnh Quân giải phóng miền Nam (1963-1967 và 1973-1975), Phó Tư lệnh Quân giải phóng miền Nam (1968-1972), Phó Bí thư Quân ủy Quân giải phóng miền Nam.
Sau Hiệp định Paris 1973, ông làm Trưởng đoàn đại biểu quân sự Chính phủ Cách mạng Lâm thời Cộng hòa miền Nam Việt Nam tại Ban Liên hiệp đình chiến bốn bên ở Sài Gòn.
Sau ngày 30 tháng 4 năm 1975, ông giữ chức Chủ tịch Ủy ban Quân quản Sài Gòn - Gia Định, Tư lệnh kiêm Chính ủy Quân khu 7.
Từ năm 1978 đến năm 1982, ông giữ chức Thứ trưởng Bộ Quốc phòng.
Từ năm 1992 ông là Phó Chủ tịch Hội Cựu chiến binh Việt Nam. Ông là Ủy viên Ban chấp hành Trung ương Đảng Cộng sản Việt Nam (dự khuyết khóa III, chính thức khóa IV).
Ông được phong quân hàm Trung tướng năm 1959, Thượng tướng năm 1974.

## Đời tư
Ông lập gia đình với bà Lê Thị Thoa, tiến sĩ sinh hóa, nguyên Phó Giám đốc Viện Pasteur, Thành phố Hồ Chí Minh. Bà Thoa là con gái luật sư Lê Đình Chi (1912 – 1949), Trưởng ban Quân pháp Nam Bộ. Sau khi nghỉ hưu, ông tập trung viết hồi ký và tham gia nhiều hoạt động xã hội. Tuy nhiên, vì di chứng chiến tranh, ông bị nặng tai (và hay bị đùa là "Trà điếc") nên không tiếp tục công tác trong quân đội được nữa.
Năm 1982, ông cho in bộ sách Kết thúc cuộc chiến tranh 30 năm, trong đó có ghi những nhận định chủ quan của nhiều lãnh đạo Đảng Lao động, khi đã đánh giá quá cao khả năng quân sự của mình và đánh giá quá thấp khả năng của quân đội Mỹ và Việt Nam Cộng hòa trước và trong dịp Tổng tấn công Tết Mậu Thân. Sách mới in đến tập 5 (tập cuối, nhan đề Những chặng đường lịch sử của B2 thành đồng) thì bị thu hồi do quan điểm bị coi là không chính thống, nên các tập khác không được xuất bản. Mãi 10 năm sau, NXB QĐND mới in tiếp tập 1, rồi sau đó tái bản tập 5, gộp lại toàn bộ phần đã viết của cuốn hồi ký nói trên (các tập khác chưa kịp viết xong thì ông mất).
Ông qua đời ngày 20 tháng 4 năm 1996 tại Thành phố Hồ Chí Minh.

## Đặt tên đường
Tên ông hiện được đặt cho một con phố ở khu đô thị Phú Mỹ Hưng, quận 7, Thành phố Hồ Chí Minh.
Tên ông cũng được đặt cho con đường chính ở khu dân cư Hưng Phú, quận Cái Răng, thành phố Cần Thơ vào cuối năm 2015.
Tên ông cũng được đặt cho một con phố ở khu đô thị Việt Hưng, quận Long Biên, thành phố Hà Nội vào cuối năm 2019.
Tên ông cũng được đặt cho con đường ở phường Hòa Xuân, quận Cẩm Lệ, thành phố Đà Nẵng.
Đặt tên con đường nối Quách Thị Trang, Trần Nam Trung với Lý Thái Tổ ở Nhơn Trạch, Đồng Nai.

## Tác phẩm
Không chỉ là một tướng lĩnh, ông còn trước tác một số sách:
- Kết thúc cuộc chiến tranh 30 năm (gồm nhiều tập, mới in tập 5 thì bị thu hồi do quan điểm bị coi là không chính thống, nên các tập sau không được xuất bản)
- Gởi người đang sống (1996)
- Mùa thu lịch sử (1996)
- Cảm nhận về xuân Mậu Thân (1968) (1998)

## Huân chương
- Huân chương Hồ Chí Minh
- Huân chương Quân công hạng nhất, hạng ba
- Huân chương Chiến thắng hạng nhất
- 2 Huân chương Kháng chiến hạng nhất

## Quá trình thụ phong quân hàm
| Năm      | 1959 | 1974 |
| -------- | ---- | ---- |
| Quân hàm |      |      |